# De gijzelaars van Tokio

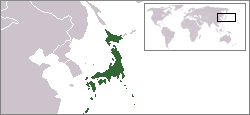
De ligging van de Japan in Azië.

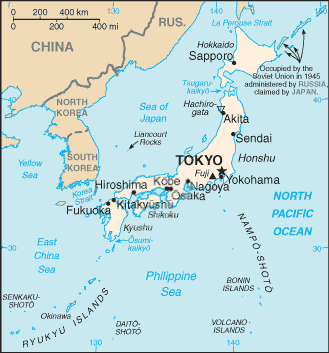
Een overzichtskaart van Japan.

De gijzelaars van Tokio is een spionageroman van auteur Gérard de Villiers en is het 38e deel uit de S.A.S.-reeks met als protagonist de Oostenrijkse prins en freelance CIA-agent Malko Linge.

## Het verhaal
Het Japanse Rode Leger weet onder leiding van Hiroko Okada de Amerikaanse ambassade binnen te dringen en de Amerikaanse ambassadeur te gijzelen. Okada eist in ruil voor de vrijlating van de ambassadeur en overig ambassadepersoneel 500.000 dollar en de onmiddellijke vrijlating van Furuki, eveneens een lid van het Rode Leger. Furuki was kort voor de gijzeling door FBI-agenten in Los Angeles aangehouden en gevangengezet.
De FBI en CIA stemmen met tegenzin in met de gedwongen vrijlating van Furiki en geven Malko de opdracht zich naar Tokio te begeven om zich als een sympathisant van het Japanse Rode Leger voor te doen.

## Personages
- Malko Linge, een Oostenrijkse prins en CIA-agent;